# Microdynerus hoetzendorfi
Microdynerus hoetzendorfi är en stekelart som först beskrevs av Dusmet 1917.  Microdynerus hoetzendorfi ingår i släktet Microdynerus och familjen Eumenidae. Inga underarter finns listade i Catalogue of Life.